# Marija Gabriel

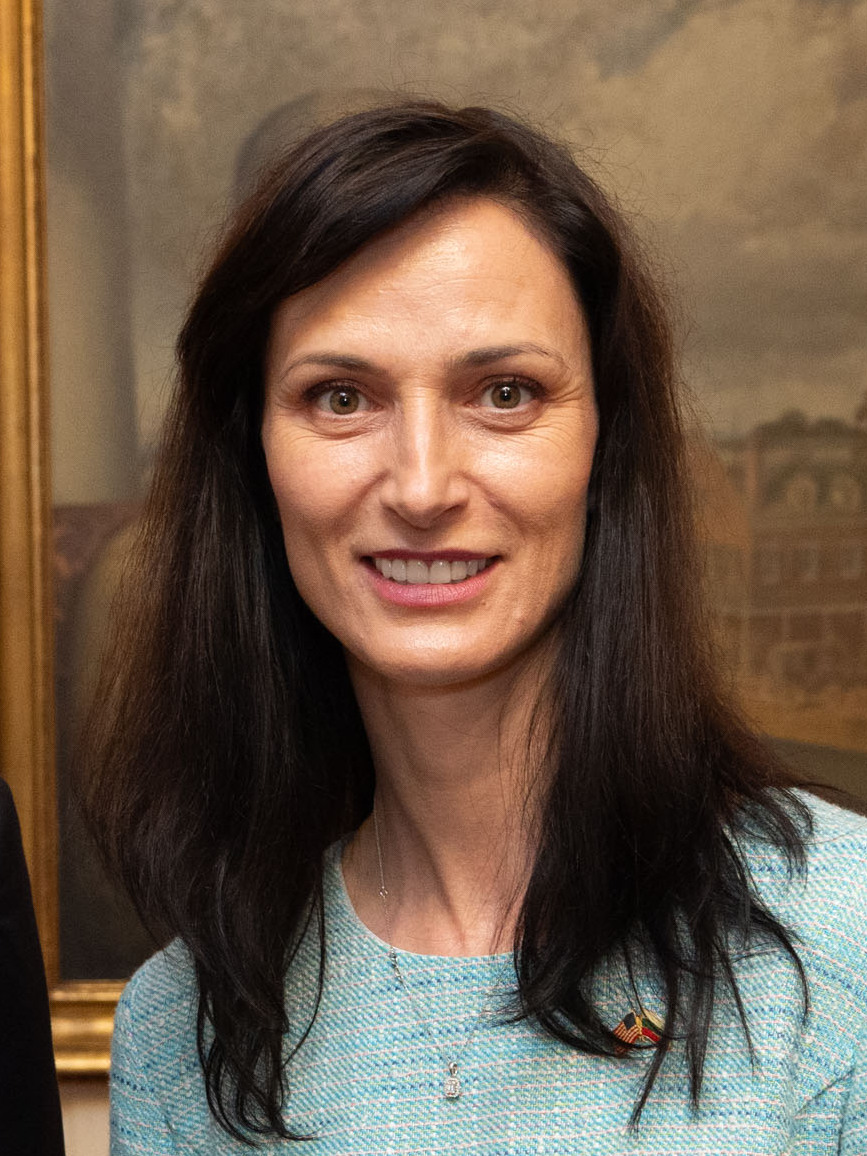
Marija Gabriel (2023)

Marija Iwanowa Gabriel (bulgarisch Мария Иванова Габриел, englisch Mariya Gabriel), geborene Marija Iwanowa Nedeltschewa (bulgarisch Мария Иванова Неделчева;* 20. Mai 1979 in Chadschidimowo bei Goze Deltschew), ist eine bulgarische Politikerin der Partei GERB. Sie war von 2017 bis 2023 die bulgarische EU-Kommissarin und vom 6. Juni 2023 bis zum 9. April 2024 stellvertretende Ministerpräsidentin und Außenministerin des Landes.

## Leben
Marija Nedeltschewa wurde im bulgarischen Teil Makedoniens im Chadschidimowo unweit der bulgarisch-griechischen Grenze bei Grenzübergang Ilinden-Exochi geboren. Ihr Abitur schloss sie am Fremdsprachengymnasium in Kjustendil ab.
Marija Nedeltschewa absolvierte an der Paisii-Hilendarski-Universität Plowdiw ein Bachelor-Studium in bulgarischer und französischer Philologie. Danach belegte sie in Frankreich den Master-Studiengang „Vergleichende Politik und Internationale Beziehungen“ an der Universität Bordeaux. Anschließend arbeitete sie als wissenschaftliche Mitarbeiterin am Institut für Politikwissenschaft in Bordeaux.
Nach Gründung der bulgarischen Partei GERB 2006 wurde sie Vorsitzende der Jugendorganisation. Bis 2008 war Nedeltschewa Leiterin der Abteilung „Projekte und Öffentlichkeitsarbeit“ am Institut für Wirtschaftspolitik in Sofia.
Bei der Europawahl in Bulgarien 2009 wurde sie als Abgeordnete für die Fraktion der Europäischen Volkspartei (Christdemokraten) und europäischer Demokraten in das Europaparlament gewählt.
Im Jahr 2012 heiratete sie François Gabriel, einen Mitarbeiter des französischen Europaabgeordneten Joseph Daul, und nahm den Nachnamen Gabriel an.
Im Mai 2017 verkündete Jean-Claude Juncker Gabriel als Nachfolgerin von Günther Oettinger als EU-Kommissarin für digitale Wirtschaft und Gesellschaft. Sie trat ihr Amt am 10. Juli 2017 an. In der Kommission von der Leyen I wurde sie am 1. Dezember 2019 EU-Kommissarin für Innovation und Jugend, nach Protesten schließlich für „Forschung, Innovation, Bildung, Kultur und Jugend“.
Mit Wirkung zum 15. Mai 2023 reichte sie ihren Rücktritt als EU-Kommissarin ein, nachdem die GERB-Partei in Folge der Parlamentswahlen 2023 sie für das Amt der Premierministerin nominiert und der bulgarische Präsident Rumen Radew sie mit der Bildung einer neuen Regierung beauftragt hatte. Gabriel scheiterte jedoch bei der Regierungsbildung und gab das Mandat am 22. Mai 2023 zurück. Ihre Nachfolgerin als EU-Kommissarin wurde Iliana Iwanowa.
Zurück in der bulgarischen Politik
Kurz darauf einigten sich die großen Parteien GERB und Wir setzen den Wandel fort-Demokratisches Bulgarien (PP-DB) auf eine auf 18 Monate begrenzte Regierungszusammenarbeit. Das Amt des Ministerpräsidenten soll hierbei rotieren. Am 6. Juni 2023 wurde zunächst der von PP-DB nominierte Nikolaj Denkow als neuer Premier angelobt. Gabriel trat als seine Stellvertreterin und Außenministerin in dessen Kabinett ein. Am 6. März 2024 reichte Denkow, wie während der Regierungsbildung vereinbart, seinen Rücktritt als Regierungschef ein und Gabriel wurde vom Präsidenten Radew mit der Regierungsbildung beauftragt.
Der Parteivorsitzende Bojko Borissow beauftragte nun Gabriel mit den Koalitionsgesprächen zur Weiterführung der Regierung mit der PP-DB. Da jedoch gleichzeitig die GERB mehr Einfluss in der Regierung, und somit mehr Minister beanspruchte, suchten die Koalitionspartner von PP-DB einen Koalitionsvertrag mit Ersterer vor einer Regierungszusage zu unterzeichnen. Mit dem Papier suchte die PP-DB seitens der GERB eine verbindliche Zusage für die Umsetzung der wichtigsten Reformen im Land in den Bereichen: Justiz, Nachrichtendienst, Regulatoren. Die Unterzeichnung des Papiers wurde dabei mehrfach seitens GERB abgelehnt und torpediert. Dennoch legte Marija Gabriel am 17. März 2024 dem Präsidenten und dem bulgarischen Parlament eine Kabinettsliste vor, in der sechs der Minister neu waren; vier davon hat sie, ohne Abstimmung, ihrer Partei GERB zugeschlagen. Dabei hatten die übrigen 11 Minister der PP-DB in Gabriels Kabinettsvorschlag ihr keine Zustimmung für die vorgesehenen Ministerposten erteilt. Sie erklärten ihren Rücktritt und entzogen ihr die Unterstützung. Selbst Nikolaj Denkow verkündete „nie zugestimmt [zu haben], in einem Kabinett mit dieser Zusammensetzung mitzuarbeiten“. Schließlich kündigte Marija Gabriel in einer Erklärung gegenüber dem Parlament, nicht mehr für das Amt der Ministerpräsidentin bereitzustehen.
Gabriel spricht Bulgarisch, Englisch, Französisch und Russisch.